# پوچ‌واژه
پوچ‌واژه (انگلیسی: Syntactic expletive) عناصری زبانی هستند که فاقد ارزش معنایی بوده، حضور آنها در جمله برای بازبینی مشخصه N یا D موجود در هسته گروه زمان، یا به عبارت دیگر، بازبینی مشخصه اصل فرافکنی گسترده است.
واژه‌های it و there پوچ‌واژه‌های زبان انگلیسی هستند. چنان‌که جملات زیر نشان می‌دهند it در ساختارهای اسنادی، پس‌گذاری و برخی جملات مربوط به آب و هوا، و there در ساختارهای وجودی استفاده می‌شوند.
- It is raining.
- It is obvious that we were tricked into war.
- It was John I saw last night.
- There were only two girls in the party last night.

## در فارسی
بر پایه نظر ریتسی (۱۹۸۲ و ۱۹۸۶) در زبان‌های ضمیرانداز از آنجا که ضمیر ناملفوظ ارجاعی وجود دارد، ضمیر ناملفوظ پوچ‌واژه (expletive pro) نیز موجود است، بدین مفهوم که زبان‌های ضمیرانداز پوچ واژه فاقد جوهر آوایی نیز دارند. این در حالی است که کریمی (۲۰۰۵) با توجه به نقض تأثیر معرفگی (definiteness effect) معتقد است که در زبان فارسی پوچ‌واژه تهی یا آشکار وجود ندارد. 
دیگران معتقدند در زبان فارسی به عنوان زبانی ضمیرانداز نه تنها پوچ‌واژه آشکار وجود دارد، بلکه مطابق با نظر ریتسی پوچ‌واژه تهی نیز در این زبان یافت می‌شود. 